# EPPO代码
EPPO代码，旧称拜尔码，是一种编码标识符，用来识别生物。编码由拜尔公司发起，但现在数据库由欧洲和地中海植物保护组织（EPPO）负责维护。

## EPPO代码数据库
所有代码和与之关联的名称都被包含在数据库（EPPO全球数据库）中 。目前超过93,500个物种均在数据库中，包括：
- 55,000个植物物种（如栽培品种、野生品种、野草）
- 27,000个动物物种（如昆虫、螨、线虫动物门、啮齿目）, 生物天敌
- 11,500个微生物物种（如细菌、真菌、病毒、类病毒）

植物的代码为五个字母，其他生物为六个字母。很多情况下EPPO代码是生物体学名的简写助记符号，来源于属名的前三至四个字母与种名的前两个字母。 比如说，玉米（Zea mays）分配的代码是“ZEAMA”；"; 致病疫霉（Phytophthora infestans）的代码是“PHYTIN”。这些唯一且不变的代码是记录物种快捷方便的手段。学名和分类体系修订时常使同一物种有不同简称，不过EPPO代码能避免众多这样的问题。当物种分类变更时，EPPO代码保持不变。EPPO体系多被政府部门、生物保护机构和科研工作者使用。

### 示例
| 分类层级 | 分类样例       | EPPO代码 |
| -------- | -------------- | -------- |
| 界       | 动物界         | 1ANIMK   |
| 门       | 节肢动物门     | 1ARTHP   |
| 亚门     | 六足亚门       | 1HEXAQ   |
| 纲       | 昆虫纲         | 1INSEC   |
| 目       | 半翅目         | 1HEMIO   |
| 亚目     | 胸喙亚目       | 1STERR   |
| 科       | 粉虱科         | 1ALEYF   |
| 属       | Bemisia        | 1BEMIG   |
| 种       | Bemisia tabaci | BEMITA   |